# Liste der Paläste in Warschau

## Geschichte des Palastbaues in Warschau

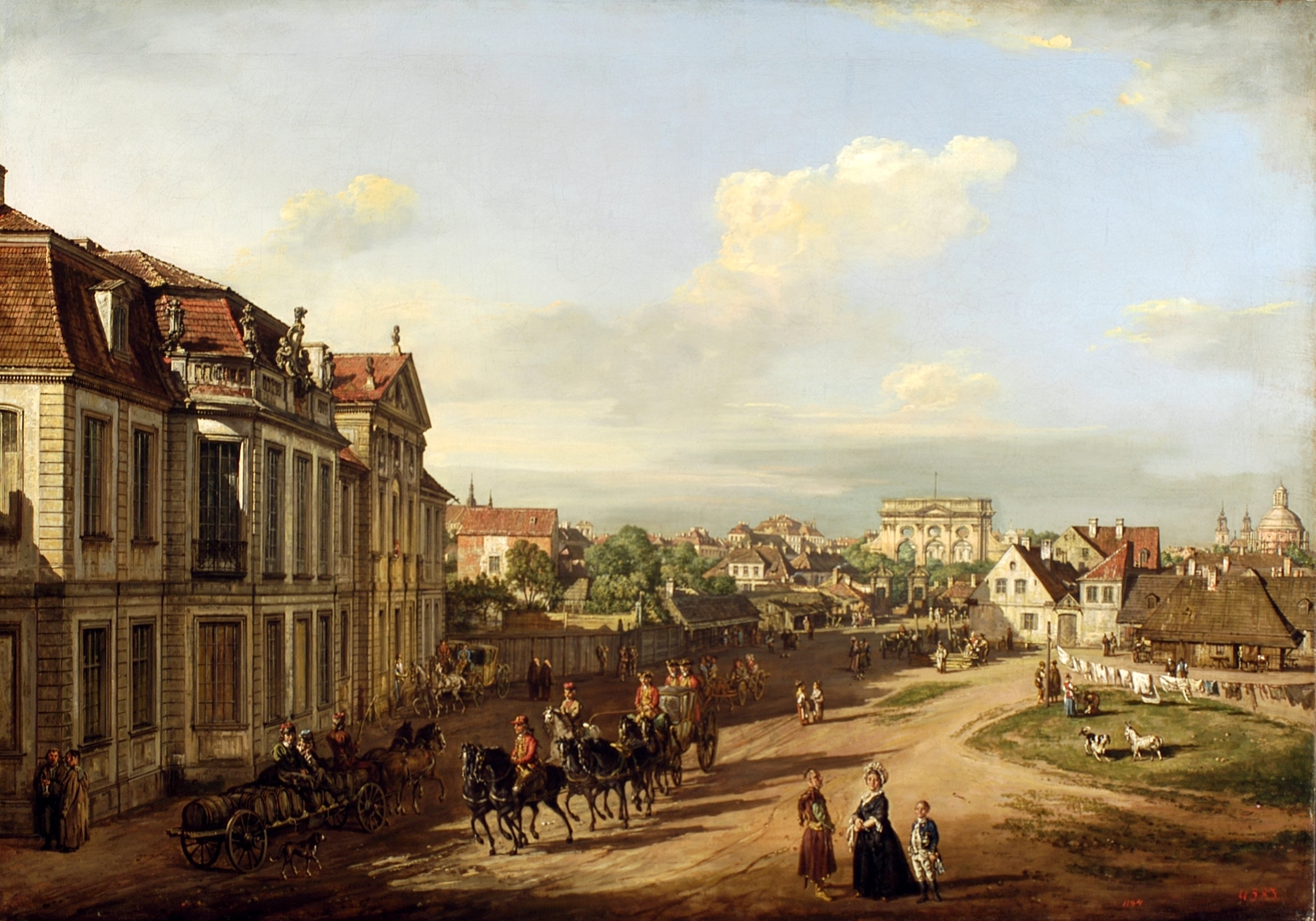
Mitte des 18. Jahrhunderts entstandenes Gemälde von Canaletto, hier mit Ansicht des damals noch barock gestalteten Lubomirski-Palastes am Platz zum Eisernen Tor (Plac Za Żelazną Bramą)

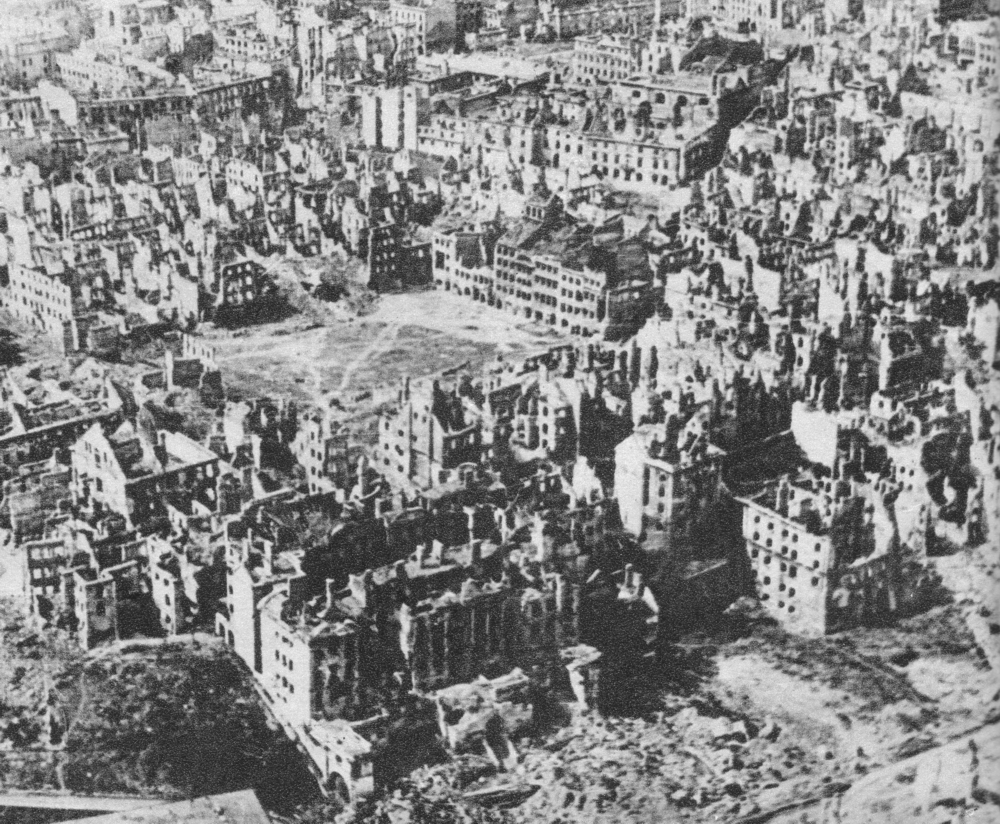
Das zerstörte Warschau im Jahr 1945; hier die Altstadt

Nachdem in der zweiten Hälfte des 16. Jahrhunderts mit der Union von Lublin und den Articuli Henriciani entschieden wurde, dass zukünftig der Sejm in Warschau tagen und die Wahl des Königs in einem Vorort Warschaus stattfinden sollte, begannen viele der mächtigen polnischen Magnatenfamilien, Residenzen für ihren regelmäßigen Aufenthalt in der Stadt zu errichten. Als Sigismund III. Wasa zur Wende des 17. Jahrhunderts begann, – zunächst inoffiziell – auch die Königsresidenz nach Warschau zu verlegen, erbauten hier weitere Adelsgeschlechter standesgemäße Paläste. Mit der offiziellen Benennung als Hauptstadt Polens im Jahr 1795 erfolgte schließlich eine dritte Ausbauwelle der Stadt mit Magnatenresidenzen.
In der Geschichte der Warschauer Paläste, die häufig über Erbfolge oder Verkauf in die Hände anderer Familien gelangten, tauchen so stets Angehörige der immer gleichen Familien Branicki, Chodkiewicz, Czartoryski, Czetwertyński, Denhoff, Krasiński, Koniecpolski, Leszczyński, Lubomirski, Ossoliński, Opaliński, Ostrogski, Pac, Poniatowski, Potocki, Prażmowski, Raczyński, Radziwiłł, Sapieha, Sanguszko, Sieniawski, Sobieski, Tyszkiewicz, Wielopolski oder Zamoyski als Bauherren oder Eigentümer auf.

### Architekturstil
Die Paläste in Warschau zeigen heute überwiegend einen barocken oder klassizistischen Architekturstil. Mischformen sind eher selten, da bei den nach dem Krieg wiederaufgebauten Gebäuden zumeist ein einheitlicher Bauzustand der Vergangenheit ausgewählt wurde. Es finden sich nur einige wenige Gebäude im Stil oder mit Anklängen des Rokokos, des Historismus (Neorenaissance, Eklektizismus) oder des Art déco/Jugendstils.

### Baumeister
Neben polnischen Architekten spielten im 17. und 18. Jahrhundert holländische und vor allem sächsische und preußische Baumeister eine bestimmende Rolle beim Bau der Warschauer Paläste. Im 19. Jahrhundert waren verschiedene Nachkommen italienischer Einwandererfamilien einflussreich. In den Jahren 1946 bis 1960 kam es im Rahmen des massenhaften Aufbaus kriegszerstörter Objekte zum Einsatz vieler polnischer Architekten.
17. Jhd: Tylman van Gameren, Augustyn Locci, Isidoro Affaitati
18. Jhd: Jakub Kubicki, Domenico Merlini, Giacomo Fontana, Simon Gottlieb Zug, Carl Friedrich Pöppelmann, Joachim Daniel von Jauch, Johann Sigmund Deybel von Hammerau, Ephraim Schröger, Friedrich Albert Lessel, Johann Heinrich Klemm, Johann Christian Kamsetzer, Chrystian Piotr Aigner, Johann Friedrich Knöbel, Andreas Schlüter, Johann Christoph von Naumann, Kacper Bażanka, Augustyn Wincenty Locci und Adolf Woliński
19. Jhd: Antonio Corazzi, Borys von Zinserling, Adolf Gregor Franz Schuch, Władysław Marconi, Leandro Marconi, Jan Jakub Gay, Jan Kacper Heurich, Józef Huss, Francesco Maria Lanci, Enrico Marconi, Wilhelm Heinrich Minter, Witold Lanci, Andrzej Gołoński, Adolf Woliński, François Arveuf und Aleksander Jan Woyde
20. Jhd: Bohdan Lachert, Zygmunt Stępiński, Piotr Biegański, Szymon Syrkus, Józef Szanajca, Elżbieta Kienitz-Trembicka, Maria Zachwatowicz, Jan Dąbrowski, Jan Bieńkowski, Marian Lalewicz, Bruno Zborowski, Zasław Malicki, Stanisław Brukalski, Barbara Brukalska-Sokołowska, Tadeusz Zieliński, Oskar Sosnowski, Lech Niemojewski und Mieczysław Kuźma.

### Lage
Die überwiegende Anzahl der ehemaligen Warschauer Residenzen liegen bzw. lagen am historischen Teil des Königstraktes (vom Königsschloss bis zum Belevedere-Palast) und an denen die Alt- und Neustadt umgebenden Straßen Ulica Długa, Ulica Miodowa und Ulica Senatorska. Wegen Platzmangels konnten diese Paläste nicht innerhalb der Stadtmauern der Altstadt errichtet werden; auch in der Neustadt war nur Platz für einige wenige Residenzen (Chodkiewicz-Palast, Mokronowski-Palast, Sapieha-Palast). Die meisten Objekte entstanden also in dem Vorstadtgebiet rund um die ursprüngliche Stadt. Die beste Lage war die auf der hohen Weichselböschung. Hier – in Linie mit den königlichen Sitzen bei der Altstadt und in Jazdów (Schloss Ujazdowski) – bauten bedeutende Familien bereits im 17. Jahrhundert ihre Residenzen – wie die Kazanowskis oder die Koniecpolskis (Präsidentenpalast). Auf der terrassenförmig zur Weichsel abfallenden Böschung befanden sich die Parks dieser Paläste.

### Palastanlage
Typisches Merkmal der Warschauer Residenzen ist die „französische“ Struktur des Ensembles: es sind meist symmetrische Dreiflügelanlagen mit einem zurückgesetzten Kernbau (Corps de Logis), der von zwei zur Straße verlaufenden Seitenflügeln flankiert wird, die so den Ehrenhof (Cour d’honneur) bilden. Zur Straßenseite werden sie von einem Gitter mit einer Toreinfahrt in der Mittelachse begrenzt.
In einer Flucht mit der Straßenbebauung liegende Paläste wurden mit einigen Ausnahmen (Palast der Bischöfe von Krakau) erst ab der Wende zum 19. Jahrhundert gebaut. Auch wenn die Residenzen aus dem 17. und 18. Jahrhundert im Stil des Barock errichtet wurden, wurden sie durch Umbauten im 19. Jahrhundert zumeist klassizistisch oder im Neorenaissancestil umgestaltet.

### Zweiter Weltkrieg und Zerstörung
Annähernd alle Warschauer Paläste wurden im Zweiten Weltkrieg zerstört. Bereits beim deutschen Angriff auf Warschau im Jahr 1939 wurden viele Objekte im Innenstadtdistrikt von Bomben getroffen und brannten dabei großteils aus. Während der auch in Außendistrikten erbittert geführten Kämpfe während des Warschauer Aufstandes wurden bereits beschädigte und noch unbeschädigte Paläste zusätzlich zerstört. Der der Niederschlagung des Aufstandes unmittelbar folgende Einsatz zur endgültigen Zerstörung der Stadt eliminierte Gebäudereste. Rund 90 % der Bausubstanz ging dabei verloren. Nur einige wenige Residenzen (meist kleinere Objekte) überstanden die Zerstörung mit nur geringfügigen Schäden: die Paläste Belvedere, Dziewulski, Janasz, Karnicki, Koniecpolski, Natolin und Krasiński. Nach dem Krieg wurde eine Mehrzahl der zerstörten Paläste wiederaufgebaut und zumeist als Behördensitz genutzt. Da viele Paläste vor Kriegsausbruch als Mietshäuser zweckentfremdet und heruntergekommen waren, wurde für den Wiederaufbau weitgehend ältere Versionen der Baugeschichte gewählt. Hilfreich waren hier als Vorlage alte Stiche und Gemälde; vor allem Werke von Bernardo Bellotto (Canaletto) wurden zur Wiederherstellung der barocken Bauwerke herangezogen.

### Wiederaufbau
Nur ausnahmsweise wurden Paläste nicht in einem früheren Originalzustand errichtet. Das Nachfolgegebäude des Rzyszczewski-Palastes entstand zwar auf dessen Fundamenten, ist aber im Stil des Neoklassizismus errichtet, den das Gebäude nie hatte. Auch der Potocki-Palast in Jabłonna sah nie so aus, wie er sich heute präsentiert. Der erst 1995 bis 1997 errichtete Jabłońowski-Palast verfügt nur über eine Fassade, die dem alten Gebäude entspricht, der gesamte nach hinten liegende Baukörper ist moderne Zweckarchitektur. Nicht wieder errichtet wurden unter anderem die Paläste Badeni, Gozdzki, Kotowski, Kronenberg, Lelewel, Walicki, Wierzbowski, Branicki sowie das Brühlsche und das Sächsische Palais. Der Wiederaufbau einiger dieser Gebäude wird diskutiert.

## Listen
In den beiden nachfolgenden Auflistungen befinden sich derzeit 94 existierende und 26 ehemalige Paläste. Die Aufstellung beinhaltet Gebäude im heutigen Stadtgebiet Warschaus. In der Warschauer Umgebung gelegene Paläste (z. B. in Jabłonna) sind in der Liste der Burgen, Schlösser und Paläste in der Woiwodschaft Masowien enthalten. Wegen uneinheitlicher Sprachregelung werden solche Gebäude erfasst, die im Deutschen oder Polnischen als Palast (polnisch: Pałac), Palais (polnisch: Pałacyk) oder Schloss (polnisch: Zamek) bezeichnet werden. Dazu gehören in Ausnahmefällen auch herrschaftlich gestaltete Mietshäuser, sofern sie vom Erbauer selbst genutzt wurden (wie der Gay-Palast) oder Behördensitze (wie der Palast der Regierungskommission für Einkünfte und Finanzen). Nicht enthalten sind in der Regel Objekte, die nach dem Zweiten Weltkrieg entworfen und gebaut wurden (z. B. der Warschauer Kulturpalast oder großzügige Privatresidenzen, Ausnahme: die palastartige, im Stile des realsozialistischen Klassizismus ausgeführte Russische Botschaft). Nach dem Krieg wiederaufgebaute Gebäude sind dagegen enthalten.
Als Baudatum wird i. d. R. das Jahr der Fertigstellung genannt. Es werden nur bekannte wesentliche Um- oder Ausbauten der Objekte festgehalten. Damit wird auch nur ein Teil aller an den Umgestaltungen zu verschiedenen Stilepochen beteiligten Architekten und Bauherren benannt.

### Liste existierender Paläste in Warschau
A
| Bild   | Bezeichnung            | Alternative Bezeichnungen | Lage       | Koordinaten                     | Wesentliche Baujahre | Wesentliche Architekten          | Wesentliche Bauherren                  | Stil                                     | Bemerkungen                             |
| ------ | ---------------------- | ------------------------- | ---------- | ------------------------------- | -------------------- | -------------------------------- | -------------------------------------- | ---------------------------------------- | --------------------------------------- |
| Palast | Abramowicz-Palais      |                           | Innenstadt | 52° 14′ 11″ N, 21° 1′ 4″ O      | 1785                 | Simon Gottlieb Zug               | Grzegorz Abramowicz                    | Klassizismus                             |                                         |
| Palast | Palais zur Artischocke | Palais Marconi            | Innenstadt | 52° 13′ 32,7″ N, 21° 1′ 26,3″ O |                      | Antonio Corazzi, Leandro Marconi | Jan Sokołowski, Henryk Marconi (d. J.) | Eklektizismus mit neogotischen Elementen | Sitz der litauischen Botschaft in Polen |

B
| Bild   | Bezeichnung                    | Alternative Bezeichnungen | Lage       | Koordinaten                     | Wesentliche Baujahre   | Wesentliche Architekten | Wesentliche Bauherren                                                            | Stil           | Bemerkungen                                                                                     |
| ------ | ------------------------------ | ------------------------- | ---------- | ------------------------------- | ---------------------- | --- | -------------------------------------------------------------------------------- | -------------- | ----------------------------------------------------------------------------------------------- |
| Palast | Basilianer-Palast              |                           | Innenstadt | 52° 14′ 52″ N, 21° 0′ 33″ O     | Anfang 18. Jhd.        | |                                                                                  | Klassizismus   | Teil eines ehemaligen Klosters (Basilianer), in der Zwischenkriegszeit Sitz des Nationalmuseums |
| Palast | Belvedere                      |                           | Innenstadt | 52° 12′ 47,3″ N, 21° 1′ 39,6″ O | 1660, 1818             | Jan Kubicki | Stanislaus II. August Poniatowski                                                | Klassizismus   | Wohnsitz polnischer Präsidenten                                                                 |
| Palast | Biernacki-Palais               |                           | Wola       | 52° 14′ 5″ N, 20° 58′ 29″ O     | 19. Jhdt.              | Józef Orłowski | Adam Biernacki                                                                   | Klassizismus   |                                                                                                 |
| Palast | Palast der Bischöfe von Krakau |                           | Innenstadt | 52° 14′ 46,7″ N, 21° 0′ 42,5″ O | 1642, 1762             | Giacomo Fontana | Constanze von Österreich, Jakub Zadzik, Kajetan Sołtyk, Łukasz Piotrowski        | Spätbarock     | Im Jahr 2010 an Alteigentümerfamilie zurückerstattet, derzeit Sitz der ZUS                      |
| Palast | Blank-Palast                   |                           | Innenstadt | 52° 14′ 41,8″ N, 21° 0′ 36,9″ O | 1764, 1938, 1949       | Simon Gottlieb Zug, Stanisław Gadzikiewicz, Elżbieta Kienitz-Trembicka                                                                                                  | Filip Nereusz Szaniawski, Piotr Blank, Michał Budziszewski, Stadt Warschau       | Spätbarock     |                                                                                                 |
| Palast | Blauer Palast                  | Zamoyski-Palast           | Innenstadt | 52° 14′ 32″ N, 21° 0′ 18″ O     | 1726, 1768, 1781, 1815 | Carl Friedrich Pöppelmann, Joachim Daniel von Jauch, Johann Sigmund Deybel, Giacomo Fontana, Ephraim Schröger, Friedrich Albert Lessel, Bruno Zborowski, Zasław Malicki | Anna Karolina Orzelska, Adam Kazimierz Czartoryski, Stanisław Kostka Zamoyski    | Klassizismus   |                                                                                                 |
| Palast | Palast unter dem Blechdach     | Palais Martin             | Innenstadt | 52° 14′ 50″ N, 21° 0′ 58″ O     | 1701, 1720, 1777, 1849 | Giacomo Fontana Domenico Merlini | Jerzy Dominik Lubomirski, Stanisław August Poniatowski, Józef Antoni Poniatowski | Barock         |                                                                                                 |
| Palast | Bogusławski-Palais             |                           | Innenstadt | 52° 14′ 26,7″ N, 20° 59′ 8,3″ O | 1807                   | Bonawentura Solari, Karol Henryk Gall, Beata Trylińska | Wojciech Bogusławski                                                             | Klassizismus   | Der Palast wird heute als Schulgebäude genutzt                                                  |
| Palast | Borch-Palast                   |                           | Innenstadt | 52° 14′ 50,3″ N, 21° 0′ 27,8″ O | 1780, 1954             | Domenico Merlini | Jan Borch, Stanislaw Marzyński, Primas von Polen                                 | Klassizismus   |                                                                                                 |
| Palast | Branicki-Palast                |                           | Innenstadt | 52° 14′ 48,7″ N, 21° 0′ 41,3″ O | 1743, 1754, 1805, 1953 | Jan Zygmunt Deybel, Johann Heinrich Klemm, Giacomo Fontana, Johann Christian Kamsetzer, Friedrich Albert Lessel, Borys von Zinserling                                   | Jan Klemens Branicki, Izabela Poniatowska                                        | Spätbarock     |                                                                                                 |
| Palast | Branicki-Palast                |                           | Innenstadt | 52° 13′ 57,1″ N, 21° 1′ 14″ O   | 1825, 1852             | Adolf Gregor Franz Schuch, Enrico Marconi, Zygmunt Stępiński, Bolesław Gałązka                                                                                          | Wincenty Lewiński, Familie Branicki,                                             | Neorenaissance | Ehemaliger Sitz der britischen Botschaft                                                        |
| Palast | Brühl-Palast                   |                           | Młociny    | 52° 18′ 31″ N, 20° 56′ 14″ O    | 1758, 1786             | Johann Friedrich Knöbel, Simon Gottlieb Zug | Heinrich von Brühl, Alois Friedrich von Brühl                                    | Spätbarock     |                                                                                                 |
| Palast | Brzozowski-Palast              |                           | Innenstadt | 52° 13′ 55,8″ N, 21° 1′ 2″ O    | 1882                   | Bronisław Żochowski-Brodzic | Familie Brzozowski                                                               | Neorenaissance | Hinterhof-Palast                                                                                |

C
| Bild   | Bezeichnung        | Alternative Bezeichnungen          | Lage       | Koordinaten                     | Wesentliche Baujahre               | Wesentliche Architekten | Wesentliche Bauherren | Stil                | Bemerkungen                                                |
| ------ | ------------------ | ---------------------------------- | ---------- | ------------------------------- | ---------------------------------- | --- | --- | ------------------- | ---------------------------------------------------------- |
| Palast | Chodkiewicz-Palast |                                    | Innenstadt | 52° 14′ 50″ N, 21° 0′ 33″ O     | 1757, 1949                         | Józef Fontana, Stanisław Kostka Hoffman, Jan Bogusławski, J. Łowiński, Henryk Grunwald                                                  | Cyprian Paweł Brzostowski, Jan Karol Wandalin Mniszech, Aleksander Chodkiewicz                                                          | Rokoko/Klassizismus | Heute als Bürogebäude von Firmen und Institutionen genutzt |
| Palast | Chodkiewicz-Palais | Brzeziński-Palast                  | Innenstadt | 52° 15′ 13,8″ N, 21° 0′ 28,5″ O | 1776, 1950                         | Simon Gottlieb Zug, Czesław Bogusz | Teofil Dunin–Brzeziński | Klassizismus        | Kleiner Palast in der Warschauer Neustadt                  |
| Palast | Czapski-Palast     | Krasiński-Palast, Raczyński-Palast | Innenstadt | 52° 14′ 22″ N, 21° 0′ 54,1″ O   | 1680, 1705, 1721, 1790, 1852, 1959 | Tylman van Gameren, Augustyn Wincenty Locci, Carlo Bay, Kacper Bażanka, Johann Christian Kamsetzer, Enrico Marconi, Stanisław Brukalski | Michał Kazimierz Radziwiłł, Michael Stephan Radziejowski, Adam Mikołaj Sieniawski, Stanisław Małachowski, Akademie der Bildenden Künste | Spätbarock          |                                                            |

D
| Bild   | Bezeichnung       | Alternative Bezeichnungen | Lage       | Koordinaten                      | Wesentliche Baujahre             | Wesentliche Architekten                            | Wesentliche Bauherren                                         | Stil             | Bemerkungen                                                                     |
| ------ | ----------------- | ------------------------- | ---------- | -------------------------------- | -------------------------------- | -------------------------------------------------- | ------------------------------------------------------------- | ---------------- | ------------------------------------------------------------------------------- |
| Palast | Dembiński-Palast  |                           | Innenstadt | 52° 14′ 42,8″ N, 21° 0′ 39,3″ O  | 1. Hälfte 18. Jhd., 1950         |                                                    | Urszula Morsztyn                                              | Klassizismus     | Heute Sitz des polnischen Ministeriums für Sport und Tourismus                  |
| Palast | Dom Pod Królami   |                           | Innenstadt | 52° 14′ 43,4″ N, 21° 0′ 27,2″ O  | 1621, 1747, 1962                 |                                                    | Mikołaj Daniłowicz, Andrzej Stanisław Załuski,                | Barock           | Heute Sitz der Urheberrechtsorganisation ZAiKS                                  |
| Palast | Działyński-Palast |                           | Innenstadt | 52° 14′ 39,3″ N, 20° 59′ 51,7″ O | 1730er Jahre, 1760er Jahre, 1952 | Johann Deybel von Hammerau, Chrystian Piotr Aigner | Wincenty Potocki, Stanisław Kostka Potocki, Ignacy Działyński | Frühklassizismus | Der Palast wird heute als Bürogebäude genutzt                                   |
| Palast | Dziekana-Palast   | Palais des Dekans         | Innenstadt | 52° 12′ 58″ N, 21° 2′ 11″ O      | 1610, 1968                       | Stanisław Marzyński                                | J. Raciborski                                                 | Klassizismus     | Eigentum des Erzbistums, vorgesehen als Museum                                  |
| Palast | Dziewulski-Palais |                           | Innenstadt | 52° 13′ 30″ N, 21° 1′ 23″ O      | 1910                             | Władysław Marconi                                  | Stefan Dziewulski                                             | Neorenaissance   | Nach dem Zweiten Weltkrieg für die diplomatische Vertretung Bulgariens erworben |

E
| Bild   | Bezeichnung    | Alternative Bezeichnungen | Lage       | Koordinaten                    | Wesentliche Baujahre | Wesentliche Architekten             | Wesentliche Bauherren                                  | Stil         | Bemerkungen             |
| ------ | -------------- | ------------------------- | ---------- | ------------------------------ | -------------------- | ----------------------------------- | ------------------------------------------------------ | ------------ | ----------------------- |
| Palast | Palais Ermitaż |                           | Innenstadt | 52° 13′ 3,9″ N, 21° 2′ 10,5″ O | 1690, 1778           | Tylman van Gameren, Dominik Merlini | Stanisław Herakliusz Lubomirski, Stanislaus II. August | Klassizismus | Objekt im Łazienki-Park |

F
| Bild   | Bezeichnung                                                | Alternative Bezeichnungen                 | Lage       | Koordinaten                     | Wesentliche Baujahre                            | Wesentliche Architekten                                                    | Wesentliche Bauherren               | Stil         | Bemerkungen                                |
| ------ | ---------------------------------------------------------- | ----------------------------------------- | ---------- | ------------------------------- | ----------------------------------------------- | -------------------------------------------------------------------------- | ----------------------------------- | ------------ | ------------------------------------------ |
| Palast | Palast der Regierungskommission für Einkünfte und Finanzen |                                           | Innenstadt | 52° 14′ 34,8″ N, 21° 0′ 2,2″ O  | Mitte 17. Jhd., 1825                            | Giovanni Battista Gisleni, Antonio Corazzi, Piotr Biegański                | Jan Leszczyński, Staat Polen        | Klassizismus | Heute Sitz des Warschauer Stadtpräsidenten |
| Palast | Frascati-Palast                                            | Weißes Palais, Branicki-Lubomirski-Palais | Innenstadt | 52° 13′ 44,3″ N, 21° 1′ 43,1″ O | 1779, Anfang 19. Jhd., 2. Hälfte 19. Jhd., 1948 | Simon Gottlieb Zug, Leander Marconi, Zbigniew Karpiński, Tadeusz Zieliński | Simon Chovot, Róża Potocka-Branicka | Klassizismus | Heute Museum                               |

H
| Bild   | Bezeichnung      | Alternative Bezeichnungen | Lage       | Koordinaten                     | Baujahr                                    | Architekten                         | Bauherren                        | Stil         | Bemerkungen                                                                        |
| ------ | ---------------- | ------------------------- | ---------- | ------------------------------- | ------------------------------------------ | ----------------------------------- | -------------------------------- | ------------ | ---------------------------------------------------------------------------------- |
| Palast | Henryk-Palais    | Fanshawe-Palais           | Mokotów    | 52° 11′ 41″ N, 21° 1′ 30″ O     | 1850, 1952                                 | Enrico Marconi                      | George Fanshawe                  | Klassizismus | Das sanierte Objekt wird heute von einer Kosmetikfirma genutzt                     |
| Palast | Hołowczyc-Palast | Palais Bürger             | Innenstadt | 52° 14′ 1,6″ N, 21° 1′ 7,8″ O   | 1820, 1949                                 | Antonio Corazzi                     | Karol Burger, Szczepan Hołowczyc | Klassizismus | Das Objekt steht in der Nowy Świat, hier befindet sich das bekannte Café E. Blikle |
| Palast | Humański-Palast  |                           | Innenstadt | 52° 14′ 55,7″ N, 21° 0′ 23,6″ O | 1. Hälfte 18. Jhd., 1735, 1754, 1837, 1963 | Stanisław Zawadzki, Antonio Corazzi | Jan Humański, Piaristen          | Klassizismus | Erstes Schulgebäude des benachbarten Collegium Nobilium                            |

J
| Bild   | Bezeichnung                             | Alternative Bezeichnungen                              | Lage       | Koordinaten                 | Baujahr                      | Architekten | Bauherren                                                                | Stil           | Bemerkungen                                                          |
| ------ | --------------------------------------- | ------------------------------------------------------ | ---------- | --------------------------- | ---------------------------- | --- | ------------------------------------------------------------------------ | -------------- | -------------------------------------------------------------------- |
| Palast | Jabłonowski-Palast                      |                                                        | Innenstadt | 52° 14′ 41″ N, 21° 0′ 35″ O | 1785, 1819, 1869, 1939, 1997 | Giacomo Fontana, Domenico Merlini, Friedrich Albert Lessel, Józef Grzegorz Lessel, Rafał Krajewski, Józef Orłowski, Oskar Sosnowski | Anton Jabłonowski, Stadtverwaltung Warschau, BRE Bank                    | Neorenaissance | Heute modernes Bürogebäude hinter historischer Frontfassade          |
| Palast | Palast der Warschauer Jägergesellschaft | Palais des Klubs der Warschauer Gesellschaft der Jäger | Innenstadt | 52° 14′ 15″ N, 21° 0′ 38″ O | 1898, 1950                   | François Arveuf, Michał Ptic-Borkowski                                                                                              | Warschauer Jagdclub, Gesellschaft der polnisch-sowjetischen Freundschaft | Historismus    | Heute Sitz des Künstlerischen Ensembles der polnischen Armee         |
| Palast | Janasz-Palast                           | Czacki-Palast                                          | Innenstadt | 52° 14′ N, 21° 0′ O         | 1875                         | Jan Kacper Heurich | Jakub Janusz                                                             | Neorenaissance | Einer der wenigen Paläste, die im Krieg nicht völlig zerstört wurden |

K
| Bild   | Bezeichnung                 | Alternative Bezeichnungen            | Lage       | Koordinaten                      | Wesentliche Baujahre              | Wesentliche Architekten | Wesentliche Bauherren                                          | Stil                               | Bemerkungen                                    |
| ------ | --------------------------- | ------------------------------------ | ---------- | -------------------------------- | --------------------------------- | --- | -------------------------------------------------------------- | ---------------------------------- | ---------------------------------------------- |
| Palast | Karnicki-Palais             |                                      | Innenstadt | 52° 13′ 32,9″ N, 21° 1′ 24,2″ O  | 1877, 1997                        | Józef Huss | Jan Karnicki, Zbigniew Niemczycki                              | Neorenaissance                     |                                                |
| Palast | Kazimierz-Palast            | Kazimierzowski-Palast                | Innenstadt | 52° 14′ 26,5″ N, 21° 1′ 13″ O    | Beginn 17. Jhd., 1739, 1768, 1816 | Isidoro Affaitati, Joachim Daniel von Jauch, Johann Deybel von Hammerau, Domenico Merlini, Hilary Szpilowski                                                        | Sigismund III. Wasa                                            | Klassizismus                       | Heute Bestandteil der Universität Warschau     |
| Palast | Koelichen-Palais            |                                      | Włochy     | 52° 12′ 24,2″ N, 20° 54′ 43,4″ O | um 1800, 1852                     | Aleksander Zabienowski | Tadeusz Antoni Mostowski                                       | Eklektizismus                      | Heute Sitz der öffentlichen Stadtteil-Bücherei |
| Palast | Warschauer Königsschloss    |                                      | Innenstadt | 52° 14′ 52″ N, 21° 0′ 53″ O      | 1619, 1746, 1771                  | Giovanni Battista di Quadro, Matteo Castelli, Giacomo Rodondo, Gaetano Chiaveri, Jakob Fontana, Domenico Merlini, Jan Chrystian Kamsetzer, Joachim Daniel von Jauch | Sigismund III. Wasa, August III., Stanislaus II. Poniatowski   | Diverse Architekturstile vertreten |                                                |
| Palast | Kossakowski-Palast          |                                      | Innenstadt | 52° 13′ 56,3″ N, 21° 1′ 11,2″ O  | 1784, 1851, 1858, 1949            | Ephraim Schröger, Enrico Marconi, Francesco Maria Lanci, Mieczysław Kuźma                                                                                           | Izaak Ollier, Władysław Pusłowski, Stanisław Kossakowski, ASEA | Neorenaissance                     |                                                |
| Palast | Krasiński-Palast            |                                      | Innenstadt | 52° 14′ 57″ N, 21° 0′ 13″ O      | 1683, 1783                        | Tylman van Gameren, Andreas Schlüter, Domenico Merlini, Mieczysław Kuźma                                                                                            | Jan Dobrogost Krasiński                                        | Barock                             |                                                |
| Palast | Krasiński-Palais in Ursynów |                                      | Ursynów    | 52° 9′ 52,6″ N, 21° 3′ 1,6″ O    | 1786, 1860                        | Chrystian Piotr Aigner, Zygmunt Rozpędowski | Stanisław Kostka Potocki, Eliza Krasińska                      | Neorenaissance                     |                                                |
| Palast | Królikarnia-Palast          |                                      | Mokotów    | 52° 11′ 20,4″ N, 21° 1′ 42,5″ O  | 1786, 1880, 1960er Jahre          | Domenico Merlini, Józef Huss, Jan Bieńkowski | Karol de Valérie-Thomatis                                      | Klassizismus                       |                                                |
| Palast | Ksawer-Palais               | Ksawerów-Palais, Ksawerów-Herrenhaus | Mokotów    | 52° 11′ 11,7″ N, 21° 1′ 12,7″ O  | um 1840                           | | Xawery Pusłowski                                               | Klassizismus                       | Heute Sitz einer Denkmalschutzbehörde          |

L
| Bild   | Bezeichnung                   | Alternative Bezeichnungen                   | Lage       | Koordinaten                     | Wesentliche Baujahre                | Wesentliche Architekten                         | Wesentliche Bauherren                                                       | Stil            | Bemerkungen                                                                       |
| ------ | ----------------------------- | ------------------------------------------- | ---------- | ------------------------------- | ----------------------------------- | ----------------------------------------------- | --------------------------------------------------------------------------- | --------------- | --------------------------------------------------------------------------------- |
| Palast | Łazienki-Palast               | Palast auf dem Wasser, Palast auf der Insel | Innenstadt | 52° 12′ 53″ N, 21° 2′ 8″ O      | 17. Jhd., 1795,                     | Tylman van Gameren, Domenico Merlini            | Stanisław Herakliusz Lubomirski, Stanislaus II. August                      | Klassizismus    | Objekt im Łazienki-Park                                                           |
| Palast | Lesser-Palast                 | Rembieliński-Palais                         | Innenstadt | 52° 13′ 27,5″ N, 21° 1′ 28,8″ O | Ende 1840er Jahre, 1949             | Francesco Maria Lanci, Eugeniusz Wierzbicki     | Stanisław Lesser, Aleksander Rembeliński, Władysław Kurtz, Izrael Poznański | Neoklassizismus | Heute Bürogebäude und Sitz verschiedener Institutionen                            |
| Palast | Leszczyński-Palast (Warschau) | Gawroński-Palast                            | Innenstadt | 52° 13′ 24,2″ N, 21° 1′ 25,3″ O | unbekannt                           | Marcin Weinfeld                                 |                                                                             |                 | Bis in die 2000er Jahre als Botschaftsgebäude Jugoslawiens bzw. Serbiens genutzt  |
| Palast | Lubomirski-Palast (Warschau)  |                                             | Innenstadt | 52° 14′ 22,7″ N, 21° 0′ 4,3″ O  | Beginn 18. Jhd., 1760er Jahre, 1950 | Giacomo Fontana, Jakub Hempel, Tadeusz Żurawski | Johann Deybel von Hammerau, Aleksander Lubomirski                           | Klassizismus    | 1970 wurde der Palast um 78 Grad gedreht, heute Sitz des Arbeitgeberverbandes BCC |

M
| Bild   | Bezeichnung                  | Alternative Bezeichnungen                           | Lage       | Koordinaten                      | Wesentliche Baujahre                   | Wesentliche Architekten | Wesentliche Bauherren                                                            | Stil             | Bemerkungen                                                                       |
| ------ | ---------------------------- | --------------------------------------------------- | ---------- | -------------------------------- | -------------------------------------- | --- | -------------------------------------------------------------------------------- | ---------------- | --------------------------------------------------------------------------------- |
| Palast | Małachowski-Palais           |                                                     | Innenstadt | 52° 14′ 47,1″ N, 21° 0′ 45,3″ O  | 1730er Jahre, 1750er Jahre, 1785, 1948 | Giacomo Fontana, Simon Gottlieb Zug, Zygmunt Stępiński                                                                             | Józef Benedykt Loupia, Jan Małachowski                                           | Barock           | Derzeit befindet sich im Palais der Sitz des Vorstandes der 1950 gegründeten PTTK |
| Palast | Młodziejowski-Palast         | Bidziński-Palast, Morsztyn-Palast, Igelström-Palast | Innenstadt | 52° 14′ 50,2″ N, 21° 0′ 38,4″ O  | 1771, 1808, 1957                       | Giacomo Fontana, Friedrich Albert Lessel, Borys von Zinserling                                                                     | Stefan Bidziński, Andrzej Młodziejowski, Feliks Potocki                          | Barock           | Nach Privatisierung in den 2000er Jahren zu einem Miet- und Bürohaus saniert      |
| Palast | Mniszech-Palast              |                                                     | Innenstadt | 52° 14′ 37″ N, 21° 0′ 13,5″ O    | 1720er Jahre, 1770er Jahre, 1960       | Burkhard Christoph von Münnich, Pierre Ricaud de Tirregaille, Gustaw Landau-Gutenteger Adolf Gregor Franz Schuch, Mieczysław Kuźma | Wandalin Mniszech, Friedrich Wilhelm Mosqua, Warszawska Resursa Kupiecka         | Klassizismus     | Heute Sitz der Botschaft des Königreichs Belgien                                  |
| Palast | Mokronowski-Palast           | Jakub Fontana-Haus                                  | Innenstadt | 52° 15′ 13,2″ N, 21° 0′ 25″ O    | 1771                                   | Giacomo Fontana, Friedrich Albert Lessel                                                                                           | Giacomo Fontana                                                                  | Spätbarock       | Vermutlich ist die Bezeichnung als Mokronowski-Palast ein Missverständnis         |
| Palast | Mostowski-Palast             |                                                     | Muranów    | 52° 14′ 45,3″ N, 20° 59′ 56,6″ O | 1735, 1750, 1762, 1824, 1927, 1949     | Johann Deybel von Hammerau, Antonio Corazzi, Aleksander Sygietyński, Zygmunt Stępiński, Mieczysław Kuźma                           | Adam Poniński, Adam Brzostowski, Jan Hilzen, Tadeusz Mostowski, Regierung Polens | Klassizismus     | Heute befindet sich hier der Sitz des Warschauer Polizeipräsidiums                |
| Palast | Mostowski-Palast (Tarchomin) |                                                     | Tarchomin  | 52° 19′ 8,1″ N, 20° 56′ 19,8″ O  | 1790er Jahre, 1825                     | Simon Gottlieb Zug, Henryk Ittar                                                                                                   | Tadeusz Mostowski                                                                | Klassizismus     |                                                                                   |
| Palast | Myślewicki-Palast            |                                                     | Innenstadt | 52° 12′ 55″ N, 21° 2′ 17″ O      | 1778                                   | Dominik Merlini | Stanislaus II. August Poniatowski                                                | Frühklassizismus | Objekt im Łazienki-Park                                                           |

O
| Bild   | Bezeichnung      | Alternative Bezeichnungen | Lage       | Koordinaten                     | Wesentliche Baujahre | Wesentliche Architekten              | Wesentliche Bauherren | Stil   | Bemerkungen                                                    |
| ------ | ---------------- | ------------------------- | ---------- | ------------------------------- | -------------------- | ------------------------------------ | --------------------- | ------ | -------------------------------------------------------------- |
| Palast | Ostrogski-Palast |                           | Innenstadt | 52° 14′ 11,1″ N, 21° 1′ 22,2″ O | 2. Hälfte 17. Jhd.   | Tylman van Gameren, Mieczysław Kuźma | Jan Gniński           | Barock | Beherbergt heute die Chopin-Gesellschaft und das Chopin-Museum |

P
| Bild   | Bezeichnung                      | Alternative Bezeichnungen                                                        | Lage       | Koordinaten                     | Wesentliche Baujahre                                 | Wesentliche Architekten | Wesentliche Bauherren | Stil            | Bemerkungen                                                                            |
| ------ | -------------------------------- | -------------------------------------------------------------------------------- | ---------- | ------------------------------- | ---------------------------------------------------- | --- | --- | --------------- | -------------------------------------------------------------------------------------- |
| Palast | Pac-Palast                       | Radziwiłł-Palast                                                                 | Innenstadt | 52° 14′ 49″ N, 21° 0′ 29,4″ O   | 1697, 1757, 1828                                     | Tylman van Gameren, Giacomo Fontana, Enrico Marconi, Stefan Baliński, Oskar Sosnowski, Henryk Białobrzeski, Czesław Konopka                                             | Dominik Mikołaj Radziwiłł, Andrzej Stanisław Załuski, Ludwik Pac,                                                                  | Klassizismus    | Derzeit vom Gesundheitsministerium genutzt                                             |
| Palast | Potkański-Palast                 | Pałac na Podkańskiem                                                             | Innenstadt | 52° 14′ 47,4″ N, 21° 0′ 13,6″ O | 1771–1773                                            | Dominik Merlini, Stefan Szyller | |                 | Długa 44, heute Gebäude der Universität Warschau                                       |
| Palast | Potocki-Palast (Natolin)         | Palais in Natolin                                                                | Ursynów    | 52° 8′ 20″ N, 21° 4′ 25″ O      | 1784, 1807                                           | Simon Gottlieb Zug, Chrystian Piotr Aigner | August Czartoryski, Stanisław Kostka Potocki                                                                                       | Klassizismus    | Heute Sitz des College of Europe                                                       |
| Palast | Potocki-Palast (Warschau)        |                                                                                  | Innenstadt | 52° 14′ 33″ N, 21° 0′ 49,5″ O   | 1690er Jahre, 1762, 1765, 1790er Jahre, 1881, 1949   | Józef Piola, Giacomo Fontana, Ephraim Schröger, Simon Gottlieb Zug, Johann Christian Kamsetzer, Leandro Marconi, Władysław Marconi, Zygmunt Stępiński, Jan Zachwatowicz | Ernest Denhoff, August Aleksander Czartoryski, Izabella Lubomirska                                                                 | Barock          | Heute Sitz des Ministeriums für Kultur und Nationales Erbe                             |
| Palast | Präsidentenpalast                | Koniecpolski-Palast, Namiestnikowski-Palast, Radziwiłł-Palast, Lubomirski-Palast | Innenstadt | 52° 14′ 34″ N, 21° 0′ 57″ O     | 1643, 1820, 1856                                     | Constantino Tencalla, Chrystian Piotr Aigner, Alfons Kropiwnicki, Antoni Brusche, Antoni Jawornicki                                                                     | Stanisław Koniecpolski | Klassizismus    | Sitz des polnischen Präsidenten                                                        |
| Palast | Prażmowski-Palais                | Leszczyński-Palais, Rautenstrauch-Palais, Dobrycz-Palais, Pastorius-Palais       | Innenstadt | 52° 14′ 49″ N, 21° 0′ 47″ O     | 1667, 1760er Jahre 1949                              | Giacomo Fontana, Zygmunt Stępiński | Joachim Pastorius, Familie Leszczyński, Familie Dobrycz                                                                            | Spätbarock      | Heute Sitz des Verbandes der Polnischen Schriftsteller und des Restaurants “Literatka” |
| Palast | Primas-Palast                    |                                                                                  | Innenstadt | 52° 14′ 43,3″ N, 21° 0′ 44,4″ O | Mitte 17. Jhd., 1673, 1691, 1759, 1770er Jahre, 1927 | Józef Fontana, Tylman van Gameren, Jan Chrzciciel Ceroni, Ephraim Schröger, Simon Gottlieb Zug, Johann Christian Kamsetzer, Marian Lalewicz                             | Wojciech Baranowski, Michał Prażmowski, Michał Radziejowski, Stanisław Szembek, Adam Ignacy Komorowski, Antoni Kazimierz Ostrowski | Klassizismus    | Heute Veranstaltungsort der Firma ZPR S.A. (Medien- und Casino-Konglomerat)            |
| Palast | Przebendowski-Palast             | Radziwiłł-Palast                                                                 | Innenstadt | 52° 14′ 43,4″ N, 21° 0′ 15,4″ O | 1. Hälfte 18. Jhd., 1949                             | Simon Gottlieb Zug, Bruno Zborowski | Jan Jerzy Przebendowski | Barock          | Heute Sitz des Unabhängigkeitsmuseums                                                  |
| Palast | Przeździecki-Palast (Foksal)     | Palais des Polnischen Außenministeriums                                          | Innenstadt | 52° 14′ 4,7″ N, 21° 1′ 23,2″ O  | 1879, 1892, 1953                                     | Marceli Berent, Józef Huss, Wojciech Onitsch, Marian Sulikowski | Konstanty Przeździecki | Neoklassizismus | Der Palast wird vom Außenministerium genutzt                                           |
| Palast | Przeździecki-Palast (Kościelnia) | Mostowski-Palast, Mokrowski-Palast                                               | Innenstadt | 52° 15′ 13″ N, 21° 0′ 27″ O     | vor 1734, 1762, 1806,                                | Friedrich Albert Lessel, Architekturbüro PRC | Paweł Mostowski, Familie Przeździecki, Orco-Gruppe                                                                                 |                 | Der Palast wird heute als „Hotel Regina“ genutzt                                       |

R
| Bild   | Bezeichnung                          | Alternative Bezeichnungen                                           | Lage       | Koordinaten                     | Wesentliche Baujahre        | Wesentliche Architekten                                                              | Wesentliche Bauherren                   | Stil                                       | Bemerkungen |
| ------ | ------------------------------------ | ------------------------------------------------------------------- | ---------- | ------------------------------- | --------------------------- | ------------------------------------------------------------------------------------ | --------------------------------------- | ------------------------------------------ | --- |
| Palast | Raczyński-Palast                     |                                                                     | Innenstadt | 52° 15′ 0,4″ N, 21° 0′ 29,9″ O  | Anfang 18. Jhd., 1786, 1950 | Tylman van Gameren, Johann Christian Kamsetzer, Władysław Kowalski, Borys Zinserling | Jakub Schulzendorf, Kazimierz Raczyński | Klassizismus                               | Heute befindet sich hier das Hauptarchiv für alte Akten (Archiwum Główne Akt Dawnych)                                                     |
| Palast | Maria-Lubomirska-Radziwiłłowa-Palast | Lubomirska-Radziwiłłowa-Palast, Lubomirski-Palast, Dąbrowski-Palast | Innenstadt | 52° 14′ 53,9″ N, 21° 0′ 17,7″ O | 1732, 1784, 1954            | Anna Boye-Guerquin                                                                   |                                         |                                            | Derzeit Sitz des polnischen Kunstinstituts der PAN (Instytut Sztuki PAN)                                                                  |
| Palast | Villa Rau (Warschau)                 |                                                                     | Innenstadt | 52° 13′ 26,4″ N, 21° 1′ 24,6″ O | 1868, 1949                  | Leandro Marconi, Szymon Syrkus, Hans Schmidt                                         | Wilhelm Ellis Rau                       | Neorenaissance                             | Heute Sitz der Schweizer Botschaft in Polen                                                                                               |
| Palast | Rusiecki-Palais                      |                                                                     | Innenstadt | 52° 13′ 18,9″ N, 21° 0′ 42,8″ O | 1914                        | Józef Napoleon Czerwiński, Wacław Heppen                                             | Stanisław Ursyn Rusiecki                | Eklektizismus                              | Das Objekt wird zukünftig von der Polska Akademia Umiejętności (PAU) genutzt werden                                                       |
| Palast | Russische Botschaft                  |                                                                     | Mokotów    | 52° 12′ 37,7″ N, 21° 1′ 35,7″ O | 1956                        | Aleksandr Pietrowicz Wielikanow, Igor Jewgieniewicz Rożyn                            | Sowjetunion                             | Klassizistischer Sozialistischer Realismus | Heute Sitz der russischen Botschaft |
| Palast | Rzyszczewski-Palast                  | Rzyszczewski-Villa                                                  | Innenstadt | 52° 13′ 23,1″ N, 21° 1′ 25,3″ O | 1902                        | François Arveuf                                                                      | Graf Rzyszczewski                       | Historismus                                | Der im Krieg zerstörte Palast wurde nicht im ursprünglichen Stil wiederaufgebaut. Das Nachfolgegebäude ist Sitz der ungarischen Botschaft |

S
| Bild   | Bezeichnung                | Alternative Bezeichnungen                   | Lage       | Koordinaten                     | Wesentliche Baujahre                      | Wesentliche Architekten                                                               | Wesentliche Bauherren                                                        | Stil           | Bemerkungen                                                                          |
| ------ | -------------------------- | ------------------------------------------- | ---------- | ------------------------------- | ----------------------------------------- | ------------------------------------------------------------------------------------- | ---------------------------------------------------------------------------- | -------------- | ------------------------------------------------------------------------------------ |
| Palast | Sanguszko-Palais           | Jabłonowski-Palais                          | Innenstadt | 52° 14′ 7″ N, 21° 1′ 5″ O       | 1750, 1780, 1950                          | Zygmunt Stępiński                                                                     | Adam Łodzia Poniński                                                         | Barock         |                                                                                      |
| Palast | Sapieha-Palast             | Sapieha-Kasernen                            | Innenstadt | 52° 15′ 15″ N, 21° 0′ 24″ O     | 1734, 1746,                               | Johann Deybel von Hammerau, Wilhelm Heinrich Minter, Maria Zachwatowicz               | Jan Fryderyk Sapieha                                                         | Barock         |                                                                                      |
| Palast | Palast des Schatzministers | Wiśniowiecki-Palast                         | Innenstadt | 52° 14′ 33,2″ N, 21° 0′ 6,3″ O  | 1830, 1954                                | Antonio Corazzi, Piotr Biegański                                                      | Franciszek Ksawery Drucki-Lubecki, Volksrat der Hauptstadt Warschau          | Neorenaissance |                                                                                      |
| Palast | Palais Sielce              | Badehaus des Stanisław August               | Mokotów    | 52° 12′ 0,8″ N, 21° 2′ 27,9″ O  | 1820                                      | Wilhelm Heinrich Minter                                                               | Konstantin Pawlowitsch Romanow                                               | Klassizismus   | Heute ist das Palais Sitz des Arbeitgeberverbandes PKPP Lewiatan                     |
| Palast | Sierakowski-Palast         | Sierakowski-Kasernen, Konwiktorska-Kasernen | Innenstadt | 52° 15′ 18,5″ N, 21° 0′ 17,5″ O | Ende 18. Jhdts, 1820                      | Jakub Kubicki, Wilhelm Heinrich Minter, Barbara Andrzejewska                          | Maksymilian Sierakowski                                                      | Klassizismus   |                                                                                      |
| Palast | Sikorski-Palais            |                                             | Wola       | 52° 13′ 40,4″ N, 20° 59′ 23″ O  | 1880                                      |                                                                                       | Aleksander Sikorski                                                          | Neorenaissance |                                                                                      |
| Palast | Sobański-Palast            |                                             | Innenstadt | 52° 13′ 17″ N, 21° 1′ 26,3″ O   | 1854, 1876, 1950                          | Julian Ankiewicz, Leander Marconi, Piotr Biegański                                    | Aniela Bławicka, Emilia Sobańska, Jan Wejchert                               | Klassizismus   | Heute befinden sich hier der Klub des Polnischen Wirtschaftsrates und ein Restaurant |
| Palast | Staszic-Palast             |                                             | Innenstadt | 52° 14′ 15″ N, 21° 1′ 5″ O      | 1830, 1893, 1926, 1950                    | Antonio Corazzi, Michał Pokrowski, Marian Lalewicz, Piotr Biegański                   | Warschauer Gesellschaft der Freunde der Wissenschaften, Polska Akademia Nauk | Klassizismus   |                                                                                      |
| Palast | Stroński-Palais            | Stroński-Mietshaus                          | Innenstadt |                                 | 1780er Jahre, 1948                        | Simon Gottlieb Zug, Jan Gierth, Franciszek Wołoski, Józef Zdzietowicki                | Andrzej Stroński, Stanisław Marzyński                                        | Klassizismus   |                                                                                      |
| Palast | Symonowicz-Palast          |                                             | Innenstadt | 52° 13′ 39,8″ N, 21° 2′ 29,1″ O | vor 1762, 1951                            |                                                                                       | Simon de Symonowicz, Stadtbezirksbibliothek                                  |                | Schauplatz erbitterter Kämpfe während des Warschauer Aufstandes. Heute Kindergarten  |
| Palast | Szaniawski-Palast          |                                             | Innenstadt | 52° 14′ 49,1″ N, 21° 0′ 39,3″ O | 1. Hälfte des 18. Jhdts, 1782, 1812, 1950 | Stanisław Zawadzki, Friedrich Albert Lessel, Borys Zinserling                         | Familie Szaniawski, Konstanty Felicjan Szaniawski, Tomasz Ostrowski          | Klassizismus   |                                                                                      |
|        | Szlenkier-Palast           |                                             | Innenstadt | 52° 14′ 13,9″ N, 21° 0′ 35,8″ O | 1883                                      | Witold Lanci                                                                          | Karol Jan Szlenkier                                                          | Neorenaissance | Der Palast ist heute Sitz der italienischen Botschaft                                |
| Palast | Szuster-Palais             | Lubomirski-Palais                           | Mokotów    | 52° 12′ 15″ N, 21° 1′ 32,8″ O   | 1774, 1865, 1964                          | Ephraim Schröger, Simon Gottlieb Zug, Enrico Marconi, Adam Idźkowski, Jerzy Brabander | Izabela Lubomirska, Anna Potocka                                             | Historismus    | Das kleine Palais beherbergt heute die Warschauer Musikgesellschaft                  |

Ś
| Bild   | Bezeichnung       | Alternative Bezeichnungen | Lage       | Koordinaten                   | Wesentliche Baujahre | Wesentliche Architekten                          | Wesentliche Bauherren | Stil         | Bemerkungen                                    |
| ------ | ----------------- | ------------------------- | ---------- | ----------------------------- | -------------------- | ------------------------------------------------ | --------------------- | ------------ | ---------------------------------------------- |
| Palast | Śleszyński-Palais | Józef Fox-Palais          | Innenstadt | 52° 13′ 25″ N, 21° 1′ 25,3″ O | 1826, 1948           | Antonio Corazzi, Helena Syrkusowa, Szymon Syrkus | Stanisław Śleszyński  | Klassizismus | Bis zum Jahr 2010 Sitz der Vertretung Serbiens |

T
| Bild   | Bezeichnung        | Alternative Bezeichnungen  | Lage       | Koordinaten                  | Wesentliche Baujahre | Wesentliche Architekten                                                            | Wesentliche Bauherren | Stil         | Bemerkungen |
| ------ | ------------------ | -------------------------- | ---------- | ---------------------------- | -------------------- | ---------------------------------------------------------------------------------- | --------------------- | ------------ | ----------- |
| Palast | Tyszkiewicz-Palast | Tyszkiewicz–Potocki-Palast | Innenstadt | 52° 14′ 26″ N, 21° 1′ 0,4″ O | 1792, 1846, 1956     | Johann Christian Kamsetzer, Enrico Marconi, Friedrich Albert Lessel, Jan Dąbrowski | Ludwik Tyszkiewicz    | Klassizismus |             |

U
| Bild   | Bezeichnung        | Alternative Bezeichnungen | Lage       | Koordinaten                 | Wesentliche Baujahre | Wesentliche Architekten                     | Wesentliche Bauherren                     | Stil           | Bemerkungen                                                                           |
| ------ | ------------------ | ------------------------- | ---------- | --------------------------- | -------------------- | ------------------------------------------- | ----------------------------------------- | -------------- | ------------------------------------------------------------------------------------- |
| Palast | Schloss Ujazdowski |                           | Innenstadt | 52° 13′ 10″ N, 21° 2′ 15″ O | 1624, 1683, 1975     | Matteo Castelli, Tylman van Gameren         | Sigismund II. August, Sigismund III. Wasa | Frühbarock     |                                                                                       |
| Palast | Uruski-Palast      | Czetwertyński-Palast      | Innenstadt | 52° 14′ 24″ N, 21° 1′ 1″ O  | 1847, 1895, 1951     | Andrzej Gołoński, Józef Huss, Jan Dąbrowski | Seweryn Uruski                            | Neorenaissance | Heute Sitz der Warschauer Universität (Institut für Geographie und Regionalforschung) |

V
| Bild   | Bezeichnung               | Alternative Bezeichnungen                           | Lage       | Koordinaten                     | Wesentliche Baujahr | Wesentliche Architekten                                            | Wesentliche Bauherren             | Stil   | Bemerkungen |
| ------ | ------------------------- | --------------------------------------------------- | ---------- | ------------------------------- | ------------------- | ------------------------------------------------------------------ | --------------------------------- | ------ | ----------- |
| Palast | Palast zu den vier Winden | Palast unter den vier Winden, Tepper-Dückert-Palast | Innenstadt | 52° 14′ 49,7″ N, 21° 0′ 14,6″ O | 1680, 1951          | Tylman van Gameren, Johann Deybel von Hammerau, Władysław Borawski | Stanisław Kleinpolt, Piotr Tepper | Barock |             |

W
| Bild   | Bezeichnung                  | Alternative Bezeichnungen                                                  | Lage           | Koordinaten                     | Wesentliche Baujahre     | Wesentliche Architekten                                                                      | Wesentliche Bauherren                                                      | Stil             | Bemerkungen |
| ------ | ---------------------------- | -------------------------------------------------------------------------- | -------------- | ------------------------------- | ------------------------ | -------------------------------------------------------------------------------------------- | -------------------------------------------------------------------------- | ---------------- | --- |
| Palast | Weißes Haus                  | Weißes Häuschen, Biały Domek                                               | Innenstadt     | 52° 12′ 55″ N, 21° 1′ 53″ O     | 1776                     | Dominik Merlini                                                                              | Stanislaus II. August Poniatowski                                          | Frühklassizismus | Das kleine Palais wurde als königliches Gästehaus im Łazienki-Park genutzt                                                                                              |
| Palast | Wessel-Palast                | Ostrowski-Palast, Poczta Saska (Sächsische Post), Stara Poczta (Alte Post) | Innenstadt     | 52° 14′ 37,1″ N, 21° 0′ 49,6″ O | Mitte 18. Jhd., 1882     | Aleksander Jan Woyde, Władysław Marconi, Jan Bieńkowski                                      | Teodor Wessel, Antoni Kazimierz Ostrowski, Franciszek Ignacy Przebendowski | Spätbarock       | Das Objekt diente lange Zeit als Poststation und wird derzeit von der Generalstaatsanwaltschaft genutzt                                                                 |
| Palast | Palais von Eliza Wielopolska |                                                                            | Innenstadt     | 52° 13′ 19,4″ N, 21° 1′ 26,4″ O | 1876                     | Józef Huss                                                                                   | Antoni Nagórny, Eliza Wielopolska                                          | Klassizismus     | |
| Palast | Wierzbicki-Palast            | Grochowski-Herrenhaus                                                      | Praga Południe | 52° 14′ 29,9″ N, 21° 6′ 47″ O   | 1770er Jahre, 1818, 1927 | Friedrich Albert Lessel, Zdisław Kalinowski Maksymilian Goldberg                             | Michał Poniatowski Karl Osterloff Andrzej Wierzbicki                       | Renaissance      | Das Gebäude, in dem angeblich General Józef Chłopicki während der Schlacht um Grochów sein Quartier hatte, beherbergt heute die staatliche Juliusz Zarębski-Musikschule |
| Palast | Wilanów-Palast               |                                                                            | Wilanów        | 52° 9′ 54″ N, 21° 5′ 22″ O      | 1679                     | Augustyn Wincenty Locci                                                                      | Johann III. Sobieski                                                       | Barock           | Der Palast am Ende des Warschauer Königsweges wird als „Polnisches Versailles“ bezeichnet                                                                               |
| Palast | Wołowski-Palast              | Bourbon-Palast, Palast der Journalisten                                    | Innenstadt     | 52° 14′ 2,5″ N, 21° 1′ 24,2″ O  | 1878, 1951               | Bronisław Brodzic Żochowski, Stefan Hołówski, Czesław Duchnowski, Jerzy Walerian Skolimowski | Stanisław Wołowski, Maria Radziwiłłowa                                     | Neorenaissance   | Vor dem Krieg befand sich hier der Sitz der norwegischen und der US-amerikanischen Botschaft                                                                            |

Z
| Bild   | Bezeichnung                  | Alternative Bezeichnungen                        | Lage       | Koordinaten                    | Wesentliche Baujahre | Wesentliche Architekten                                             | Wesentliche Bauherren                           | Stil           | Bemerkungen                                                                         |
| ------ | ---------------------------- | ------------------------------------------------ | ---------- | ------------------------------ | -------------------- | ------------------------------------------------------------------- | ----------------------------------------------- | -------------- | ----------------------------------------------------------------------------------- |
| Palast | Zamoyski-Palast (Foksal)     |                                                  | Innenstadt | 52° 14′ 4,1″ N, 21° 1′ 26,3″ O | 1879                 | Leandro Marconi                                                     | Konstanty Zamoyski                              | Neorenaissance | Heute Sitz der Architektenverbandes SARP (Stowarzyszenie Architektów Polskich SARP) |
| Palast | Zamoyski-Palast (Nowy Świat) |                                                  | Innenstadt | 52° 14′ 14,8″ N, 21° 1′ 3,1″ O | 1846 1950            | Enrico Marconi, Adolf Woliński, Zygmunt Stępiński, Mieczysław Kuźma | Andrzej Artur Zamoyski                          | Neorenaissance |                                                                                     |
| Palast | Zuckerfabrikanten-Palast     | Palast des Verbandes der Lubliner Zuckerfabriken | Innenstadt | 52° 13′ 16″ N, 21° 1′ 5,5″ O   | 1910, 1922           | Tadeusz Zieliński                                                   | Mieczysław Kaczyński, Zuckerfabrikanten-Verband | Neorokoko      | Beherbergt heute das Adam Mickiewicz-Institut                                       |

### Liste ehemaliger Paläste in Warschau
B
| Bild   | Bezeichnung                          | Alternative Bezeichnungen          | Lage       | Koordinaten                     | Wesentliche Baujahre            | Wesentliche Architekten                                               | Wesentliche Bauherren                                                          | Stil         | Bemerkungen |
| ------ | ------------------------------------ | ---------------------------------- | ---------- | ------------------------------- | ------------------------------- | --------------------------------------------------------------------- | ------------------------------------------------------------------------------ | ------------ | --- |
|        | Bacciarelli-Palast                   | Palast der Gartenfreunde Warschaus | Innenstadt |                                 | 2. Hälfte 19. Jhd.              | Johann Christian Kamsetzer                                            | Marcello Bacciarelli , Towarzystwo Ogrodnicze Warszawskie                      | Klassizismus | Ehemaliges Palais, nach dem Zweiten Weltkrieg nicht wieder aufgebaut                                                                                          |
| Palast | Badeni-Palast                        |                                    | Innenstadt | 52° 14′ 56″ N, 21° 0′ 18″ O     | 1838                            | Andrzej Gołoński                                                      | Ignacy Badeni                                                                  | Klassizismus | Ehemaliger Palast. Zwischen den Kriegen Appellationsgericht                                                                                                   |
|        | Bloch-Palast                         |                                    | Innenstadt | 52° 14′ 17,2″ N, 21° 0′ 27,3″ O | um 1730                         | Bolesław Podczaszyński                                                | J. G. Bloch                                                                    | Klassizismus | Ehemaliger Palast in der Ulica Marszałkowska 154 |
|        | Großer Branicki-Palast (Nowy Świat)  |                                    | Innenstadt | 52° 14′ 15,8″ N, 21° 1′ 2,9″ O  | Ende 17. Jhd., 1744, 1780, 1846 | Simon Gottlieb Zug, Enrico Marconi                                    | Familie Branicki, Andrzej Artur Zamoyski                                       | Historismus  | Ehemaliger Palast, in der Zwischenkriegszeit Sitz des Innenministeriums. Im Krieg zerstört und nicht wiederaufgebaut                                          |
|        | Kleiner Branicki-Palast (Nowy Świat) |                                    | Innenstadt | 52° 14′ 14,2″ N, 21° 1′ 3,2″ O  | 1740er, 1780er                  | Simon Gottlieb Zug, Enrico Marconi                                    | Familie Branicki, Andrzej Artur Zamoyski                                       | Klassizismus | Ehemaliger Palast, in der Zwischenkriegszeit als Polizeikommandantur (Komenda Główna Policji Państwowej) genutzt. Im Krieg zerstört und nicht wiederaufgebaut |
| Palast | Branicki-Palast (Aleja Legionów)     | Roter Palast                       | Innenstadt | 52° 13′ 42″ N, 21° 1′ 46″ O     | 1887                            | Leander Marconi, Alfons Gravier                                       | Familie Branicki                                                               | Historismus  | Ehemaliger Palast. Sitz der rumänischen und später der französischen Botschaft. Im Krieg zerstört und nicht wiederaufgebaut                                   |
| Palast | Brühlsches Palais                    | Ossoliński-Palast                  | Innenstadt | 52° 14′ 31″ N, 21° 0′ 39″ O     | 1642, 1696, 1759, 1788          | Tylman van Gameren, Johann Friedrich Knöbel, Joachim Daniel von Jauch | Jerzy Ossoliński, Józef Karol Lubomirski, Heinrich von Brühl, Domenico Merlini | Barock       | Ehemaliger Palast, Sitz des polnischen Außenministeriums |

D
| Bild | Bezeichnung      | Alternative Bezeichnungen | Lage       | Koordinaten                      | Wesentliche Baujahre | Wesentliche Architekten | Wesentliche Bauherren                       | Stil | Bemerkungen                                                                                        |
| ---- | ---------------- | ------------------------- | ---------- | -------------------------------- | -------------------- | ----------------------- | ------------------------------------------- | ---- | -------------------------------------------------------------------------------------------------- |
|      | Dillenius-Palast |                           | Innenstadt | 52° 24′ 38,5″ N, 20° 53′ 57,2″ O | vor 1881             | Franciszek Brauman      | Klara Dillenius (Schwester von Wilhelm Rau) |      | Ehemaliger Palast in der Ulica Piusa XI 17, in der Zwischenkriegszeit Sitz der Deutschen Botschaft |

F
| Bild | Bezeichnung    | Alternative Bezeichnungen | Lage | Koordinaten    | Wesentliche Baujahre | Wesentliche Architekten | Wesentliche Bauherren | Stil | Bemerkungen                                        |
| ---- | -------------- | ------------------------- | ---- | -------------- | -------------------- | ----------------------- | --------------------- | ---- | -------------------------------------------------- |
|      | Fontane-Palast |                           |      | ungefähre Lage |                      |                         |                       |      | Ehemaliger Palast in der Ulica Bonifraterska 11/12 |

G
| Bild   | Bezeichnung    | Alternative Bezeichnungen | Lage       | Koordinaten                      | Wesentliche Baujahre | Wesentliche Architekten | Wesentliche Bauherren              | Stil | Bemerkungen |
| ------ | -------------- | ------------------------- | ---------- | -------------------------------- | -------------------- | ----------------------- | ---------------------------------- | ---- | --- |
| Palast | Gay-Palast     |                           | Innenstadt | 52° 14′ 11,7″ N, 20° 59′ 57,1″ O | 1838                 | Jan Jakub Gay           | Jan Jakub Gay                      |      | Ehemaliger Palast/Mietshaus in der ul. Grzybowska 19, der während des Ersten Weltkriegs als Obdachlosenheim fungierte und im Zweiten Weltkrieg zerstört wurde. Auf dem Foto das bereits zerstörte Gebäude hinter einem LKW-Transport von Juden aus dem Ghetto (Mai 1941) |
| Palast | Gozdzki-Palast |                           | Innenstadt | 52° 14′ 16,2″ N, 21° 1′ 13,6″ O  | 1780                 | Simon Gottlieb Zug      | Janusz Sanguszko, Karolina Gozdzka |      | 1788 abgebrannt |

K
| Bild   | Bezeichnung                | Alternative Bezeichnungen | Lage       | Koordinaten                     | Wesentliche Baujahre | Wesentliche Architekten                                                   | Wesentliche Bauherren                         | Stil        | Bemerkungen                                                                                     |
| ------ | -------------------------- | ------------------------- | ---------- | ------------------------------- | -------------------- | ------------------------------------------------------------------------- | --------------------------------------------- | ----------- | ----------------------------------------------------------------------------------------------- |
| Palast | Karaś-Palast               |                           | Innenstadt | 52° 14′ 17,8″ N, 21° 1′ 6,5″ O  | 1772                 | Giacomo Fontana                                                           | Kazimierz Karaś, Władysław Taubenhaus         | Spätbarock  | Ehemaliger Palast, 1912 abgerissen                                                              |
|        | Palast des Kardinals Vasa  |                           | Innenstadt |                                 |                      |                                                                           |                                               |             | Ehemaliger Palast                                                                               |
| Palast | Kazanowski-Palast          |                           | Innenstadt | 52° 14′ 42″ N, 21° 0′ 54″ O     | 1630er, 1637         | Constantino Tencalla, Giovanni Battista Gisleni, Helena Thekla Lubomirska | Władysław IV. Wasa, Adam Kazanowski           | Renaissance | Im Jahr 1656 zerstört, später wurde an seiner Stelle ein Karmelitinnen-Kloster (Bild) errichtet |
|        | Kleinpolt-Palast           |                           | Innenstadt | 52° 14′ 57″ N, 21° 0′ 24,5″ O   | ca. 1685, 1696       | Tylman van Gameren                                                        | Stanisław Kleinpoldt (Małopolski), Jan Zbąski |             | Ehemaliger Palast in der Ulica Długa 12-14                                                      |
| Palast | Kotowski-Palais            |                           | Innenstadt | 52° 15′ 12″ N, 21° 0′ 33″ O     | 1864                 | Tylman van Gameren                                                        | Adam Kotowski, Marie de la Grange d’Arquien   |             | Ehemaliger Palast an der Ulica Rybaki                                                           |
| Palast | Kronenberg-Palast Warschau |                           | Innenstadt | 52° 14′ 22,2″ N, 21° 0′ 45,3″ O | 1860er               | Friedrich Hitzig                                                          | Leopold Stanisław Kronenberg                  |             | Ehemaliger Palast, heute befindet sich hier das Victoria-Hotel                                  |

L
| Bild   | Bezeichnung    | Alternative Bezeichnungen | Lage       | Koordinaten                     | Wesentliche Baujahre | Wesentliche Architekten              | Wesentliche Bauherren                                                 | Stil                    | Bemerkungen       |
| ------ | -------------- | ------------------------- | ---------- | ------------------------------- | -------------------- | ------------------------------------ | --------------------------------------------------------------------- | ----------------------- | ----------------- |
| Palast | Palais Lelewel |                           | Innenstadt | 52° 14′ 54,6″ N, 21° 0′ 22,3″ O | 1755, 1851           | Ephraim Schröger, Simon Gottlieb Zug | Constance Lölhöffel von Löwensprung, Henryk Jarzewicz, Familie Lesser | Rokoko, Neoklassizismus | Ehemaliger Palast |

M
| Bild   | Bezeichnung       | Alternative Bezeichnungen | Lage       | Koordinaten                      | Wesentliche Baujahre | Wesentliche Architekten | Wesentliche Bauherren | Stil       | Bemerkungen |
| ------ | ----------------- | ------------------------- | ---------- | -------------------------------- | -------------------- | ----------------------- | --------------------- | ---------- | --- |
| Palast | Michler-Palais    |                           | Innenstadt | 52° 14′ 5″ N, 20° 58′ 14,6″ OFbl | Ende des 19. Jhdts   |                         | Karol Michler         | Jugendstil | Während des Warschauer Aufstandes stark umkämpft, wurde dem Palast die Pfadfinder-Hymne „Pałacyk Michla“ gewidmet |
|        | Miączyńska-Palast |                           | Innenstadt |                                  |                      |                         | Dorota Miączyńska     |            | Ehemaliger Palast in der Neustadt                                                                                 |

S
| Bild   | Bezeichnung        | Alternative Bezeichnungen | Lage       | Koordinaten                     | Wesentliche Baujahre | Wesentliche Architekten                                                                                     | Wesentliche Bauherren                                             | Stil   | Bemerkungen |
| ------ | ------------------ | ------------------------- | ---------- | ------------------------------- | -------------------- | --- | ----------------------------------------------------------------- | ------ | --- |
| Palast | Sächsisches Palais |                           | Innenstadt | 52° 14′ 27,7″ N, 21° 0′ 41,2″ O | 1664, 1724           | Tylman van Gameren, Joachim Daniel von Jauch, Johann Christoph von Naumann, Wacław Ritschel, Adam Idzkowski | Tobias Morsztyn, Jan Andrzej Morsztyn , August II., Iwan Skwarzow | Barock | Ehemalige Wettiner-Königsresidenz, von der heute nur noch das Grabmal des unbekannten Soldaten erhalten ist         |
| Palast | Sobieski-Palais    | Palais Marymont           | Marymont   | 52° 16′ 29″ N, 20° 57′ 29″ O    | 1697                 | Tylman van Gameren                                                                                          | Johann III. Sobieski Marie Casimire Louise de la Grange d’Arquien |        | Ehemaliger Palast der Königin Marie. Der Name Marymont entstand aus dem französischen „Mont de Marie“ (Maries Berg) |

T
| Bild   | Bezeichnung      | Alternative Bezeichnungen | Lage       | Koordinaten                 | Wesentliche Baujahr | Wesentliche Architekten                 | Wesentliche Bauherren                            | Stil   | Bemerkungen                                                                                                   |
| ------ | ---------------- | ------------------------- | ---------- | --------------------------- | ------------------- | --------------------------------------- | ------------------------------------------------ | ------ | --- |
| Palast | Tarnowski-Palast |                           | Innenstadt | 52° 14′ 32″ N, 21° 0′ 58″ O | 1655, 1763, 1892    | Charles Pierre Coustou, Kazimierz Loewe | Franciszek Andrault de Buy, Stanisław Lubomirski | Barock | Der Palast existiert nicht mehr. Ende des 19. Jahrhunderts wurde an seiner Stelle das Hotel Bristol errichtet |

W
| Bild   | Bezeichnung        | Alternative Bezeichnungen            | Lage       | Koordinaten                     | Wesentliche Baujahre                   | Wesentliche Architekten   | Wesentliche Bauherren                                                    | Stil   | Bemerkungen |
| ------ | ------------------ | ------------------------------------ | ---------- | ------------------------------- | -------------------------------------- | ------------------------- | ------------------------------------------------------------------------ | ------ | --- |
|        | Walicki-Palast     |                                      | Innenstadt | 52° 14′ 35,4″ N, 21° 0′ 11,7″ O | 1809, 1852                             | Friedrich Albert Lessel   | Józef Walicki                                                            |        | Ehemaliger Palast am Plac Bankowy 2/4 Ecke Ulica Senatorska 44                                                                        |
|        | Wielopolski-Palast |                                      | Innenstadt | 52° 14′ 28,7″ N, 21° 0′ 1,1″ O  | vor 1779                               | Stanisław Zawadzki (vmtl) | Hieronim Wielopolski                                                     |        | Ehemaliger Palast in der Ulica Elektoralna 6 Ecke Ulica Orla 2                                                                        |
| Palast | Wierzbowski-Palast | „Hôtel de Prusse“, „Hotel Angielski“ | Innenstadt | 52° 14′ 32,9″ N, 21° 0′ 41,1″ O | 1660er Jahre, 1750er Jahre, 1797, 1803 |                           | Stefan Wierzbowski, Heinrich von Brühl, Just Schultz, Tomasz Gąsiorowski | Barock | Ehemaliger Palast, im Krieg zerstört. Von 1797 bis 1939 befand sich hier zunächst das „Hôtel de Prusse“, später das „Hotel Angielski“ |